# Edmund Spenser
Edmund Spenser (East Smithfield, Londres 1552/1553-Londres 13 de enero de 1599), fue un poeta inglés, autor de la célebre obra The Faerie Queene  (La Reina Hada), un poema épico con una alegoría fantástica que homenajeaba la casa de Tudor y a Isabel I de Inglaterra. Es reconocido como uno de los primeros artífices del verso inglés moderno y es considerado como uno de los mejores poetas de lengua inglesa.

## Biografía
Edmund Spenser nació en East Smithfield, Londres, durante el año de 1552, siendo dudosa la fecha exacta de su nacimiento. En su niñez, estudió en la escuela Merchant Taylors, en Londres, y se matriculó como sizar (un sinónimo en español de este término podría ser "becado", significa que el estudiante era mantenido gratuitamente por el colegio, dándole comida y hospedaje) en Pembroke College (Cambridge). En Cambridge, se hizo amigo de Gabriel Harvey (un escritor inglés) y, después, comenzó a consultarlo en cuestiones literarias, a pesar de sus disimilitudes poéticas. En 1578, fue secretario, durante un breve tiempo, de John Young, obispo de Rochester. En 1579, publicó The Shepheardes Calender y se casó con su primera esposa, Machbyas Childe. Tuvieron dos hijos: Sylvanus (d.1638) y Katherina.
En julio de 1580, Spenser fue a Irlanda al servicio del recién nombramiento de Arthur Grey, XIV barón Grey de Wilton, como Lord teniente de Irlanda. Spencer sirvió, bajo el mandato de Lord Grey, con Walter Raleigh en la matanza del asedio de Smerwick. Cuando Lord Grey regresó a Inglaterra, Spenser se quedó en Irlanda donde consiguió otros puestos oficiales, así como tierras en la colonización de Munster. Raleigh adquirió también terrenos cercanos de Munster, confiscados en la Segunda Rebelión de Desmond. Entre 1587 y 1589, Spenser compró una residencia en Kicolman, cerca de Doneraille, en el norte de Cork. Después, compró una segunda residencia, más hacia el sur, en Reenie, sobre un acantilado con vista al río Munster Blackwater en North Cork. Las ruinas de su hogar todavía se pueden ver en lo alto del acantilado. Cerca de su casa había un árbol que era localmente conocido como "El árbol de Spenser", hasta que fue destruido por un rayo en 1960. Se dice, según una leyenda regional, que escribió parte de "La Reina Hada" bajo ese árbol.
En 1590, Spenser llevó a cabo los primeros tres libros de su más grande y reconocida obra, La Reina Hada. Viajó de vuelta a Londres para publicar y promover su obra, con la asistencia de Raleigh. Fue tan exitosa "La Reina Hada" que, Edmund Spenser, obtuvo una pensión vitalicia de cincuenta libras al año. Spenser, probablemente esperó que, gracias a su poesía, pudiera obtener un puesto seguro en la corte. Pero no lo logró, ya que, en su siguiente libro, puso audazmente como antagonista al secretario principal de la reina, William Cecil, en su satírica obra Mother Hubberd's Tale. Esto provocó que no lograra su objetivo y su regreso a Irlanda.
Para el año de 1594, la primera esposa de Edmund Spenser había muerto, y en ese mismo año se casó con Elizabeth Boyle, a quien dedicó la serie de sonetos Amoretti. Su casamiento fue representado en su obra  Epithalamion. Tuvieron un hijo llamado Peregrine.
En 1596, Spenser escribió, en prosa, un panfleto titulado A View of the Present State of Ireland ("Una Visión al Actual Estado de Irlanda"). Esta obra, escrita en forma de diálogo, circuló como manuscrito hasta mediados del siglo XVII, dónde al fin fue publicado. Probablemente la razón por la que su publicación no se llevó a cabo hasta la muerte de su autor fue debido a su contenido difamatorio. El panfleto argumentaba que Irlanda nunca estaría totalmente en paz con Inglaterra, hasta que su lenguaje nativo y sus costumbres fueran erradicadas (necesariamente a través de la violencia).
En 1598, durante la guerra de los Nueve Años (Irlanda), Spenser fue desalojado de su hogar por las fuerzas irlandesas de Hugo O'Neill. Su castillo en Kilcolman fue quemado, y Ben Jonson, quién debió de tener información privada, aseveró que uno de sus pequeños hijos murió en un incendio.

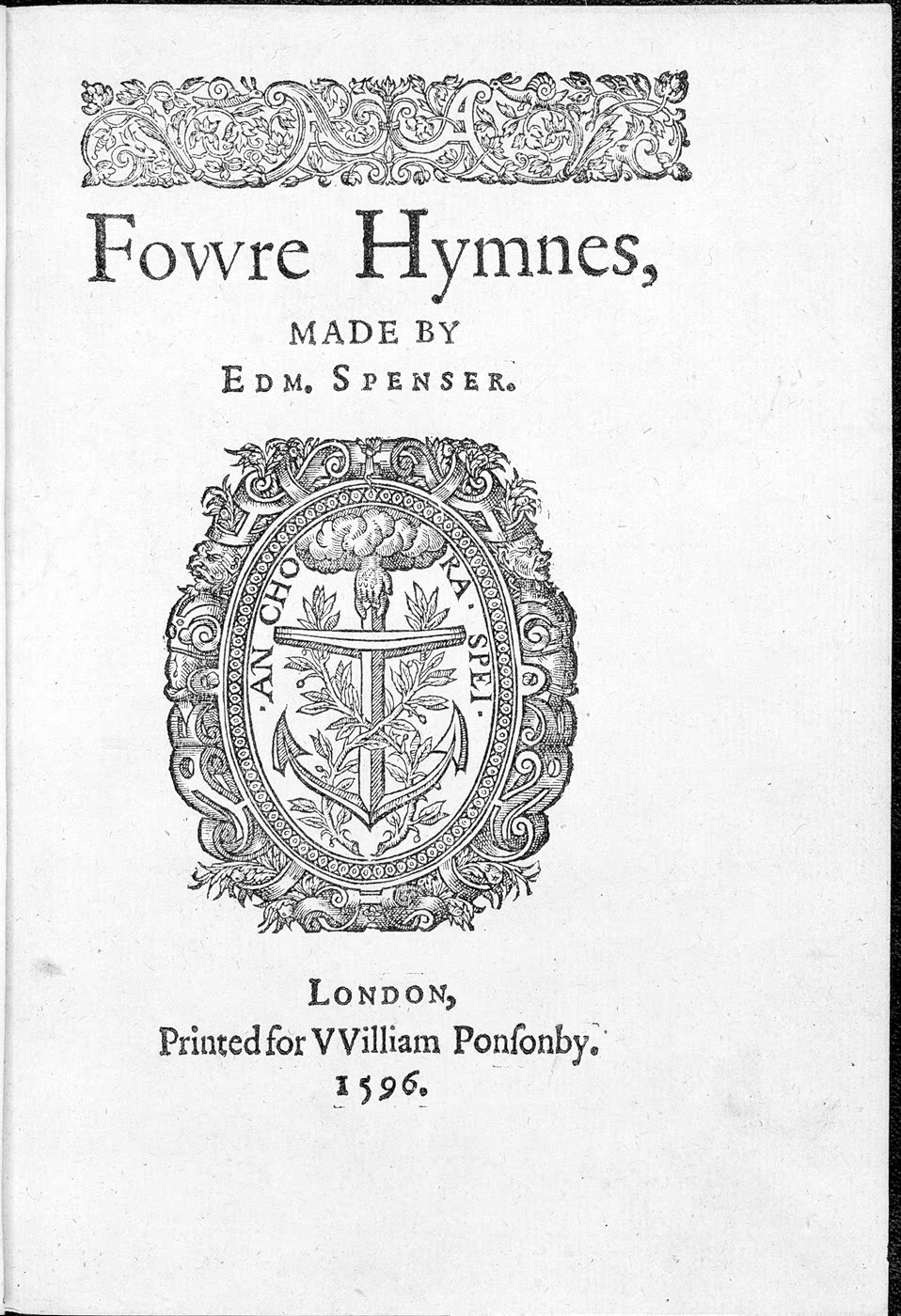
Portada, Fowre Hymnes, por Edmund Spenser, publicado por William Ponsonby, Londres, 1596

Un año después de que fue desalojado de su hogar (1599), Spenser viajó a Londres, dónde murió a la edad de cuarenta y seis años "por falta de pan", ("for want of bread") según Ben Jonson, lo cual es irónico, considerando que Spenser aprobó el escrito de la política de "tierra quemada" (scorched-earth, en inglés. Significa una completa erradicación de la flora y la fauna de una nación) que causó la hambruna en Irlanda. Su ataúd fue cargado hasta su tumba, en Westminster Abbey, por otros poetas; quiénes arrojaron plumas (para escribir) y fragmentos de poemas, acompañados de lágrimas, sobre su sepulcro.  Su segunda esposa continuó con vida y se comprometió otras dos veces en matrimonio. Su hermana, Sarah, quién la acompañó a Irlanda, se casó con un miembro de la familia Traver, y sus descendientes fueron propietarios de las tierras de Cork durante muchos siglos.

## Una paga razonable por un verso «spenseriano»
Thomas Fuller, en Worthies of England (Los notables de Inglaterra), incluyó una historia sobre la ocasión en que la reina de Inglaterra le pidió a su tesorero, William Cecil, que le pagara cien libras a Spenser por su poesía, pero el tesorero objetó que la paga era muy extensa. En consecuencia, la reina le respondió: «Then give him what is reason». Sin haber recibido su paga a tiempo, Spenser le escribió este cuarteto a la reina:
 I was promis'd on a time,

 To have a reason for my rhyme:

 From that time unto this season,

 I receiv'd nor rhyme nor reason.
Ella, inmediatamente, ordenó a William Cecil pagarle la propuesta original de cien libras.
Esta historia parece entrelazar a Spenser con el poeta Thomas Churchyard, quien, aparentemente, también tuvo dificultades en recibir su paga. Estos fueron los únicos dos poetas que recibieron una pensión por parte de Elizabeth. Spenser no tenía grandes problemas en recibir su pago, ya que éste era recogido por su editor, Ponsonby.

## The Faerie Queene(La Reina Hada)

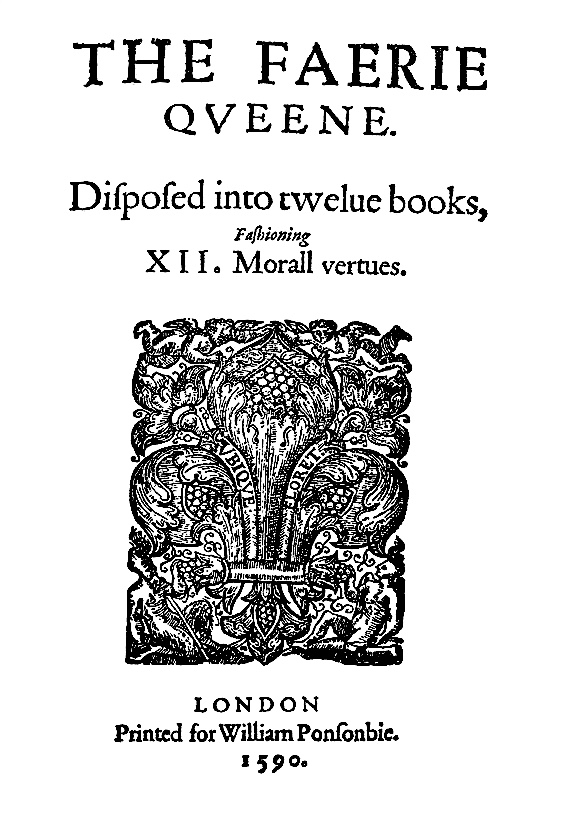
El frontispicio del poema épico TheThe Faerie Queene, impreso por William Ponsonby en 1590.

La obra maestra de Spenser es una epopeya titulada The Faerie Queene (La Reina Hada). Los primeros tres libros que escribió Spenser, de dicha obra, fueron publicados en 1590, y los últimos tres fueron publicados en 1596. "La Reina Hada" originalmente iba a consistir de doce libros, en palabras del mismo Spenser, por lo tanto, la versión que tenemos hoy en día está incompleta. Aunque, a pesar de ello, sigue siendo uno de los poemas más extensos de la literatura inglesa. Es una obra alegórica, y puede ser leída en distintos niveles alegóricos (como probablemente Spenser había pretendido). En un completo contexto alegórico, el poema examina varias virtudes en las aventuras de distintos caballeros. En "A Letter of the Authors" ("Una Carta de los Autores"), Spencer establece que su obra está totalmente cubierta de alegorías ("cloudily enwrapped in allegorical devises") y que el objetivo principal de "La Reina Hada" era poner de moda las virtudes y las conductas gentiles de los nobles y los caballeros ("fashion a gentleman or noble person in virtuous and gentle discipline”).

## Poemas cortos
En la última década del siglo XVI, Spencer publicó numerosos poemas cortos relacionados al amor y la tristeza ("love and sorrow"). En 1591, publicó Complaints, una colección de poemas que expresaban disconformidad en un tono lúgubre y burlón. Cuatro años después, en 1595, publicó "Amoretti & Epithalamion". Esta obra contiene ochenta y nueve sonetos que conmemoran su noviazgo con Elizabeth Boyle. En "Amoretti", Spenser usa un humor sutil y paródico para alabar a su amada, y un estilo estético petrarquista para representar el anhelo de la mujer. Epithalamion al igual que en "Amoretti", trata, en parte, del desasosiego romántico y sexual de una relación. Fue escrito para el día de su boda con Elizabeth Boyle. El poema consta de 365 versos largos, correspondientes a los días del año; 68 versos cortos, que son la suma de las 52 semanas, los 12 meses y las 4 estaciones del año; y 24 estrofas, referentes a las horas del días.[cita requerida]  Algunos especulan que la inquietud personal de Spenser se reflejaba en su ansiedad por el tiempo, y esa puede ser una de las razones por las que no haya podido finalizar La Reina Hada. Un año después, publicó Prothalamion, una serie de poemas dedicados a la boda de una de las hijas de un duque (pretendiendo ganar así el favor de la corte).

## La estrofa y el soneto «spenseriano»
En distintas obras,  incluyendo su célebre obra La Reina Hada, Spencer utilizó lo que comúnmente se llama como "soneto spenceriano", cuya métrica está compuesta por un pentámetro yámbico con un verso final en alejandrino (un verso de seis sílabas), y el esquema de la rima es ababbcbcc.

## Influencias
Aunque Spencer sea leído como literatura clásica, académicos han notado que su poesía no se desprende en gran medida de la tradición literaria, pero, a pesar de ello, tiene sus distinciones. Esta individualidad o peculiaridad puede ser resultado, en medida, de una falta de comprensión de los clásicos. Spencer trató de emular poetas de la antigua Roma, como Virgilio y Ovidio, a quienes estudió durante su enseñanza académica, pero muchas de sus obras más reconocidas son notablemente distintas a las de sus predecesores. El lenguaje de su poesía es claramente arcaico, que recuerdan vetustas obras como Los cuentos de Canterbury de Geoffrey Chaucer y Cancionero (Petrarca) de Francesco Petrarca, a quienes Spencer admiró enormemente.
Spencer fue conocido como "el poeta entre los poetas" ("poets' poet") y fue admirado por John Milton, William Blake, William Wordsworth, John Keats, Lord Byron, y Alfred Lord Tennyson, entre otros. Walter Raleigh escribió un poema dedicado a La Reina Hada en 1590, en donde señala su admiración por el trabajo de Spencer por encima de cualquier otro poeta de lengua inglesa. John Milton en su Areopagítica llamó a Spenser "nuestro sabio y serio poeta...a quien me arriesgo a considerar mejor instructor que Scotus o Aquinas" ("our sage and serious poet... whom I dare be known to think a better teacher than Scotus or Aquinas"). En el siglo XVIII, Alexander Pope comparó a Spencer con un "amante, que a pesar de que vemos sus faltas, lo amamos con todas ellas" ("a mistress, whose faults we see, but love her with them all").

## A View of the Present State of Ireland(Una visión del actual estado de Irlanda)
En su obra A View of the Present State of Ireland (Una visión del actual estado de Irlanda), Spenser escribió sus ideas concernientes a las cuestiones de Irlanda. Se sospecha que estas ideas no hayan sido completamente suyas, sino que están basadas en los trabajos de su predecesor Lord Arthur Grey de Wilton, quien fue nombrado Lord Deputy ("Señor Diputado" en su traducción literal) de Irlanda en 1580. En ese tiempo, Lord Grey era una figura importante de Irlanda, quien tuvo una gran influencia sobre Spencer. Edmund admiraba enormemente su ideología y sus trabajos en el país, además de que compartieron los mismos años en Irlanda.
El objetivo principal de la obra de Spencer era demostrar que, forzosamente, Irlanda necesitaba reformarse. Creía que "Irlanda es una porción enferma del Estado, que tiene que ser sanada y reformada antes de tener las buenas leyes y las bendiciones de la nación" ("Ireland is a diseased portion of the State, it must first be cured and reformed, before it could be in a position to appreciate the good sound laws and blessings of the nation"). En "Una Visión del Actual Estado de Irlanda", categoriza las "maldades" ("the evils") del pueblo irlandés en tres categorías principales: las leyes, las costumbres y la religión. Estos tres elementos se complementaban para corromper y degradar a las personas. Un ejemplo que proporciona Spencer sobre esto fue la creación del sistema del derecho nativo conocido como las "Leyes Brehon" que triunfa sobre la ley establecida por la monarquía inglesa. Esta ordenanza ha ido pasándose de generación en generación, y Spencer la considera una arcaica costumbre nativa que debe destruirse. Los métodos de la ley de Brehon para lidiar con los asesinatos fue a través de la imposición de un "éraic" (sinónimo de multa, en español) al homicida, que era una compensación monetaria que se hacía a la familia del asesinado. Esto escandalizó a los ingleses, ya que los Protestantes consideraban que el asesino debía pagar con su vida.
Spencer deseaba con fervor que se erradicara el idioma irlandés, escribiendo que, si los niños aprenden irlandés antes del inglés, "el discurso será irlandés y, por lo tanto, el corazón será irlandés; porque la lengua habla lo que en el corazón abunda. («Soe that the speach being Irish, the hart must needes be Irishe; for out of the aboundance of the hart, the tonge speaketh»).
Spenser presionó por la política de "tierra quemada" en Irlanda, pues notó que la destrucción de cultivos y animales tuvo éxito para aplastar las rebeliones de Desmond, que, a pesar de ser una tierra abundante y fértil, "de cada rincón del bosque y de las cañadas ellos llegaban, repulsivos, arrastrándose con las manos extendidas, ya que sus débiles piernas no soportaban más sus cuerpos; parecían anatomías de la muerte, hablaban como fantasmas, llorando fuera de su tumba; comían carroña, felices de poder encontrarla, así es, uno tras otro, inmediatamente, diseminaban los esqueletos desgarrándolos desde sus tumbas; y si acaso llegaban a encontrar berros o tréboles, se precipitaban en masa como si fuera un festín...en un espacio reducido no había casi nada por dejar, y un muy populoso país se quedaba yermo de hombres y de bestias: es incluso seguro que en esa guerra la mayoría no pereciera por la espada, sino por la extrema hambruna," que, Spencer concluía, "había sido provocada por ellos mismos". («Out of everye corner of the woode and glenns they came creepinge forth upon theire handes, for theire legges could not beare them; they looked Anatomies [of] death, they spake like ghostes, crying out of theire graves; they did eate of the carrions, happye wheare they could find them, yea, and one another soone after, in soe much as the verye carcasses they spared not to scrape out of theire graves; and if they found a plott of water-cresses or shamrockes, theyr they flocked as to a feast… in a shorte space there were none almost left, and a most populous and plentyfull countrye suddenly lefte voyde of man or beast: yett sure in all that warr, there perished not manye by the sworde, but all by the extreamytie of famyne", which, he concludes "they themselves had wrought».)

## Obras
- Iambicum Trimetrum
- 1569: Jan van der Noodt's A theatre for Worldlings, incluye poemas traducidos por Spencer del francés al inglés, publicado por Henry Bynneman en Londres[24]

- 1579: The Shepheardes Calender, publicado bajo el pseudónimo de "Immerito"[25] (se registró en la Compañía de Imprenteros y Periódicos (Stationers Company), en diciembre)[24]

1590:
- The Faerie Queene, libros del 1–3

1591: Complaints, Containing sundrie small Poemes of the Worlds Vanitie (se registró en la Compañía de Imprenteros y Periódicos, en 1590), incluye:
- - "The Ruines of Time"
  - "The Teares of the Muses"
  - "Virgil's Gnat"
  - "Prosopopoia, or Mother Hubberds Tale"
  - "Ruines of Rome: by Bellay"
  - "Muiopotmos, or the Fate of the Butterflie"
  - "Visions of the worlds vanitie"
  - "The Visions of Bellay"
  - "The Visions of Petrarch"

1592:
- Axiochus, una traducción de un diálogo pseudo-platónico del griego antiguo al inglés; publicado por Cuthbert Burbie; atribuido a "Edw: Spenser"[24] (esta atribución es incierta)[26]
- Daphnaïda. An Elegy upon the death of the noble and vertuous Douglas Howard, Daughter and heire of Henry Lord Howard, Viscount Byndon, and wife of Arthure Gorges Esquier (publicado en Londres en el mes de enero, de acuerdo a una fuente;[24] otra fuente remite el año de la publicación a 1591[25])

1595:
- Amoretti and Epithalamion, containing:
  - "Amoretti"[24]
  - "Epithalamion"[24]
- Astrophel. A Pastorall Elegie vpon the death of the most Noble and valorous Knight, Sir Philip Sidney.
- Clout's Come Home Again|Colin Clouts Come home againe

1596:
- Four Hymns (poem)|Fowre Hymnes dedicated from the court at Greenwich;[24] publicado con la segunda edición de Daphnaida[25]
- Prothalamion[24]
- The Faerie Queene, libros del 4–6[24]
- Babel, Empress of the East – a dedicatory poem prefaced to Lewes Lewkenor's The Commonwealth of Venice, 1599.

Posthumous:
- 1609: Two Cantos of Mutabilitie publicado junto a una reimpresión de The Fairie Queene[27]
- 1611: Primer folio editado de los trabajos de Spencer[27]
- 1633: A vewe of the present state of Irelande, es un tratado escrito en prosa sobre la reformación de Irlanda,[28] publicado por primera vez en el trabajo de James Ware: Ancient Irish Chronicles (el trabajo de Spencer fue registrado en la Compañía de Imprenteros y Periódicos, en 1598; y circuló en forma de manuscrito hasta que fue incluido en esta obra de James Ware).[27]

## Ediciones
- Edmund Spenser, Selected Letters and Other Papers. Edited by Christopher Burlinson and Andrew Zurcher (Oxford, OUP, 2009).
- Edmund Spenser, The Faerie-Queene (Longman-Annotated-English Poets, 2001, 2007) Edited by A. C. Hamilton, Text Edited by Uso incorrecto de la plantilla enlace roto (enlace roto disponible en Internet Archive; véase el historial, la primera versión y la última)..